# Everything's Coming Up Roses (Beverly Hills, 90210)
Everything's Coming Up Roses is de vierde aflevering van het zesde seizoen van het tienerdrama Beverly Hills, 90210, die voor het eerst werd uitgezonden op 27 september 1995.

## Verhaal
Donna, Kelly, Clare en Valerie schrijven zich in voor het Toernooi van de Rozen. dit doen ze voornamelijk om naar het bal te kunnen. Uiteindelijk gaat Donna verder in de voorrondes. Brandon en Susan doen verslag van dit evenement voor de krant, ieder met een eigen inzicht. Als donna vertelt aan Felice dat ze door is naar de volgende ronde dan reageert ze zeer negatief.
De relatie tussen Dylan en Toni wordt steeds intenser. Dylan weet dat dit fout gaat maar kan zijn gevoelens niet verbergen. Brandon blijft hem waarschuwen dat hij met vuur speelt.
Steve heeft een vriendin op het internet en doet zich voor als een gevoelige jongen. Ze flirten erop los en dat resulteert tot een afspraakje. Steve raakt een beetje geïrriteerd van Clare als ze elke keer zijn huiswerk afkraakt.
David brengt de laatste tijd veel tijd door met zijn moeder die nu op haar eigen woont en daar veel moeite mee heeft. Ze kan niet tegen alleen zijn en claimt nu veel tijd van David.
De bal begint en de hele groep gaat ernaartoe behalve Valerie en Colin met het excuses dat hij het muurschilderij af wil maken. En Ray zegt ook af op het laatste moment, hij moet optreden bij de familie Korman. Hij kan dit niet weigeren omdat mr. Korman een platenlabel heeft en hem een contract kan aanbieden. Op het feest zijn Steve en Clare samengekomen, maar Steve wil alweer vroeg weg omdat hij een afspraak heeft met het meisje van het internet. Clare wil ook weg omdat ze ook ergens naartoe moet. Als Steve bij de Peach Pitt aankomt voor zijn afspraak komt krijgt hij een grote verrassing, zijn afspraak is Clare. Colin is vroeg klaar met schilderen en besluit nog naar het bal te gaan samen met Valerie om Kelly te verrassen. Kelly is zeker verrast en woest op Valerie omdat zij samen met Colin zo binnenkomt. Brandon en Susan gaan na het feest naar de redactie om samen een verhaal te schrijven. Daar wordt het zo intens tussen hen dat het eindigt in een kus. Valerie brengt David naar huis en David wil even langs zijn moeder rijden. Daar aangekomen zien ze tot hun schrik een ambulance staan, het blijkt dat zijn moeder een zelfmoordpoging heeft gedaan. Ze leeft nog en David rijdt met de ambulance mee.

## Rolverdeling
- Jason Priestley - Brandon Walsh
- Jennie Garth - Kelly Taylor
- Ian Ziering - Steve Sanders
- Luke Perry - Dylan McKay
- Brian Austin Green - David Silver
- Tori Spelling - Donna Martin
- Tiffani Thiessen - Valerie Malone
- Joe E. Tata - Nat Bussichio
- Kathleen Robertson - Clare Arnold
- Jamie Walters - Ray Pruit
- Jason Wiles - Colin Robbins
- Emma Caulfield - Susan Keats
- Caroline Lagerfelt - Sheila Silver
- Rebecca Gayheart - Toni Marchette
- Katherine Cannon - Felice Martin
- Cliff Weissman - Bruno
- Ken Lerner - Jerry Korman
- Lisa Williams - Barbara Korman